# José de Canterac
José de Canterac (Casteljaloux, Lot e Garona, França, 1787 — Madrid, Espanha, 18 de janeiro de 1835) foi um militar espanhol.
Participou pelo lado realista na guerra de independência das colónias espanholas da América (Peru, Panamá e Nova Granada). Dirigiu as tropas espanholas nas batalhas de Junín e Ayacucho, assinando a capitulação do exercito espanhol após da derrota em Ayacucho.